# Columbini
Columbini Leach, 1820 è una tribù di uccelli della sottofamiglia Columbinae.

## Tassonomia

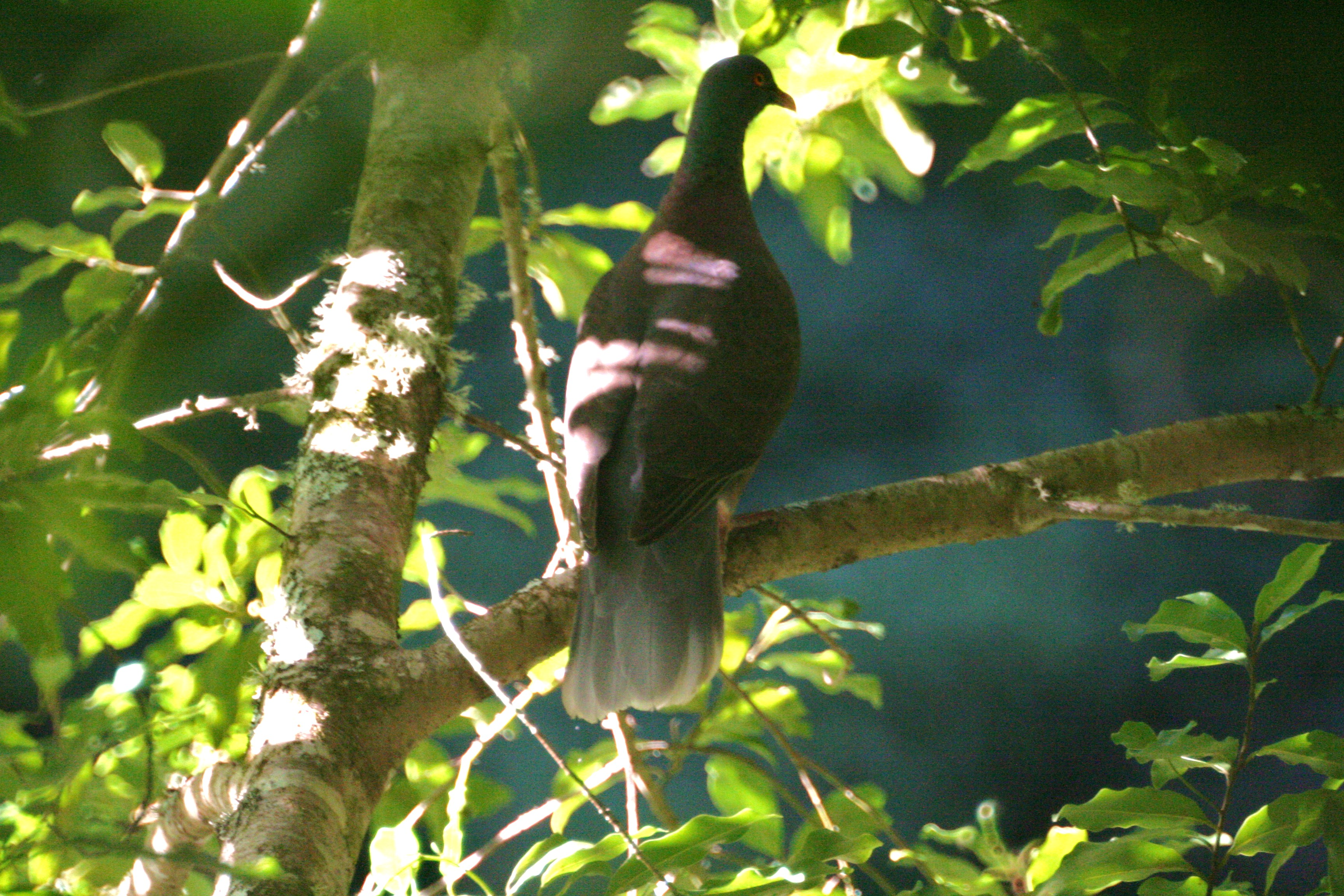
Colomba dei lauri
Columba junoniae

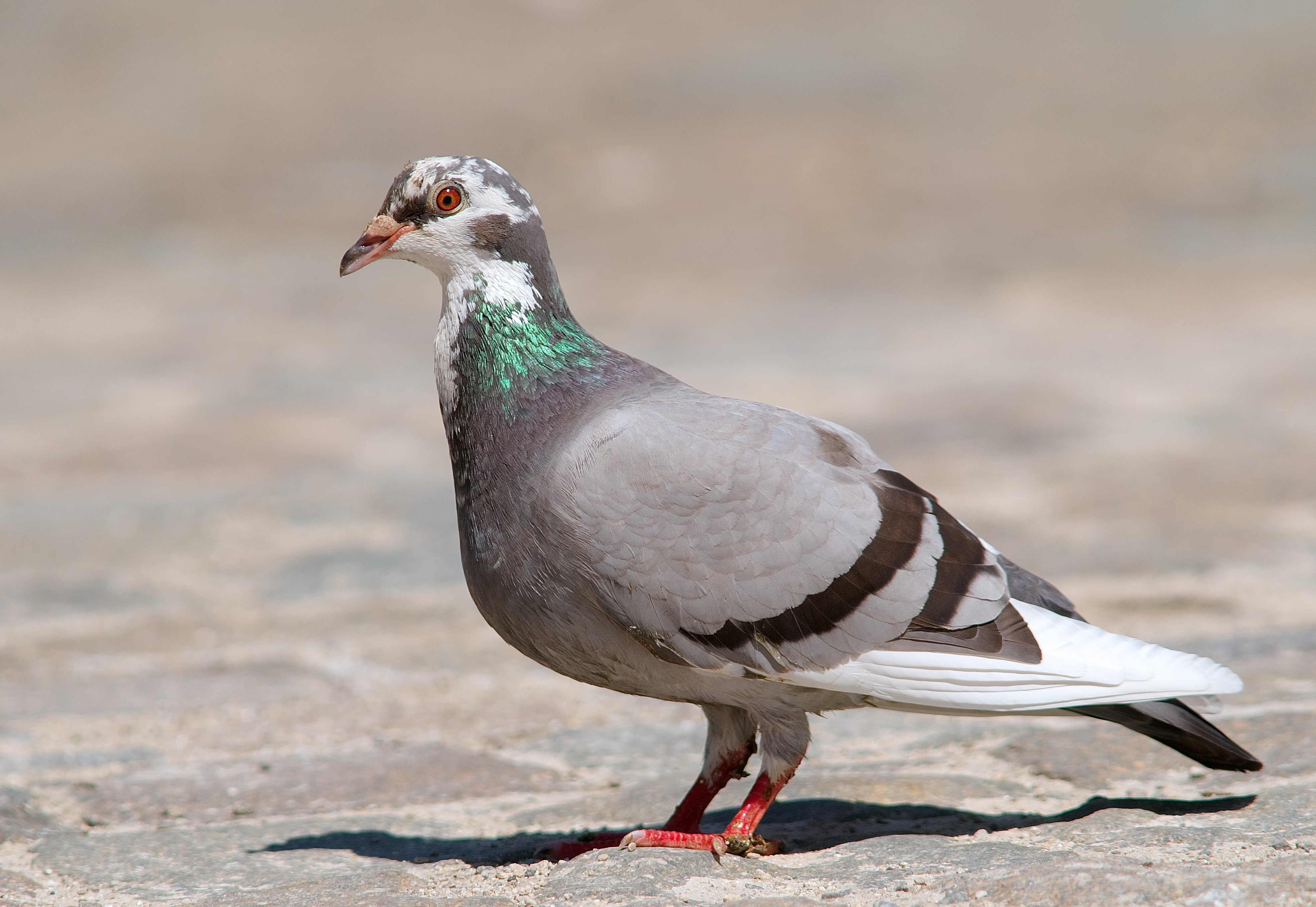
Piccione domestico
Columba livia domestica

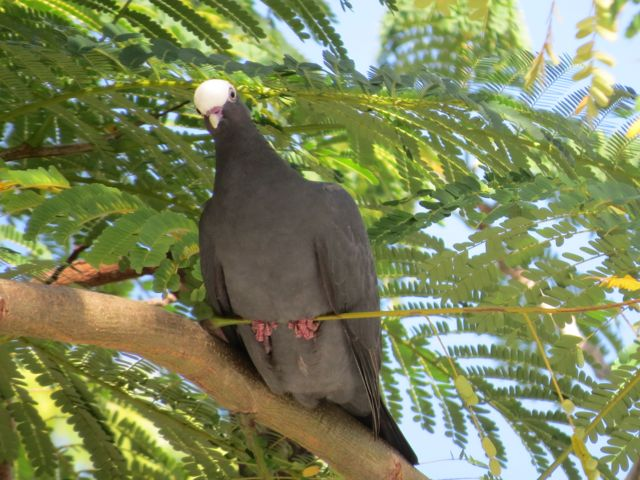
Piccione capobianco
Patagioenas leucocephala

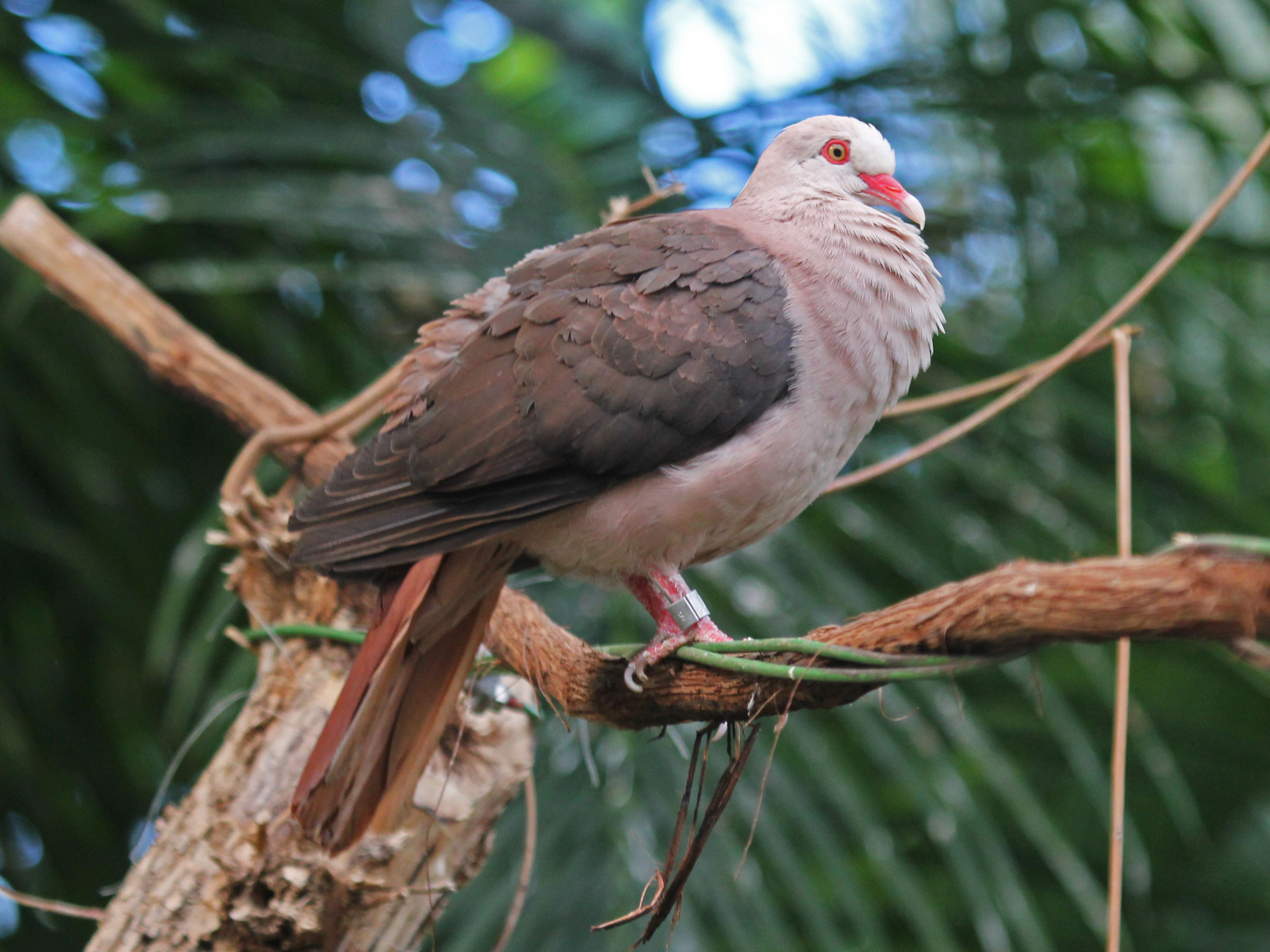
Colomba rosata
Nesoenas mayeri

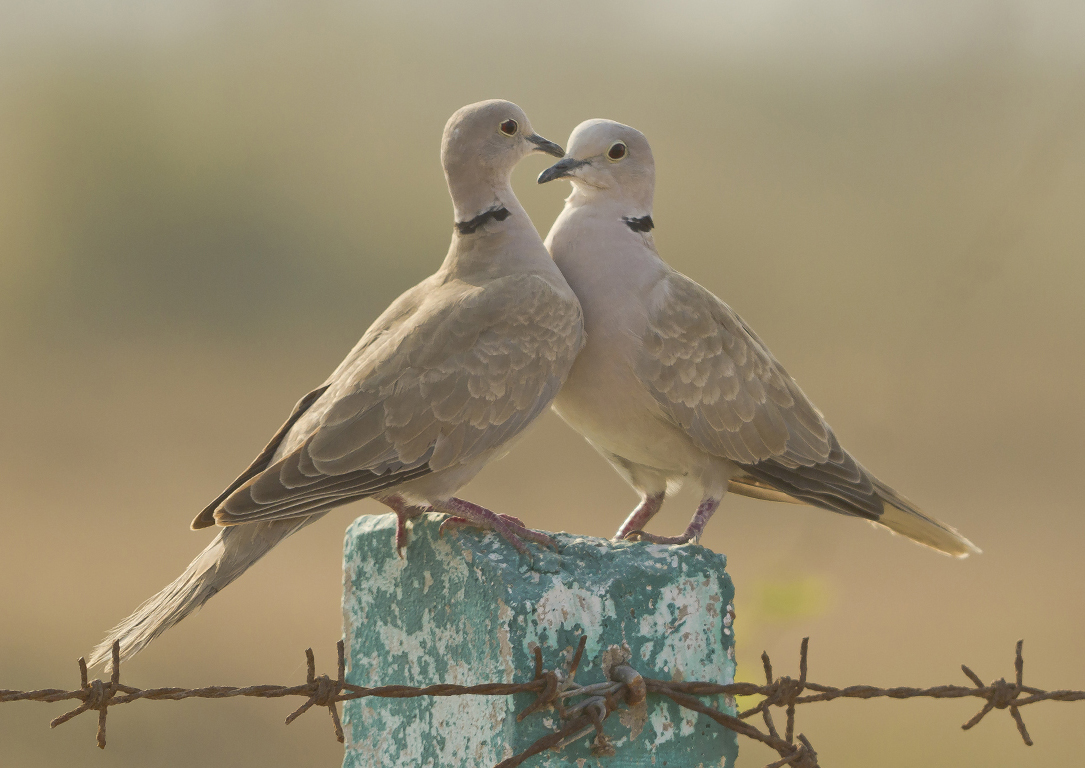
Tortora dal collare
Streptopelia decaocto

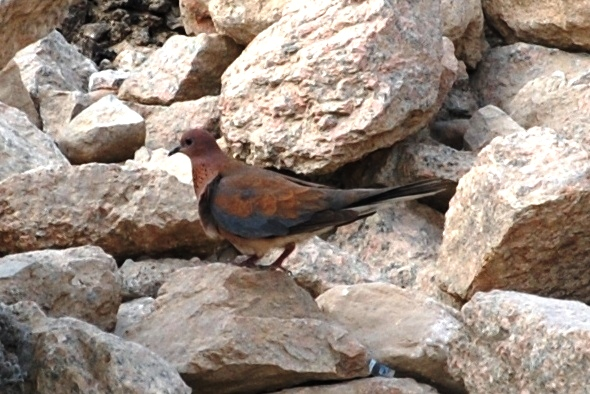
Tortora delle palme
Spilopelia senegalensis

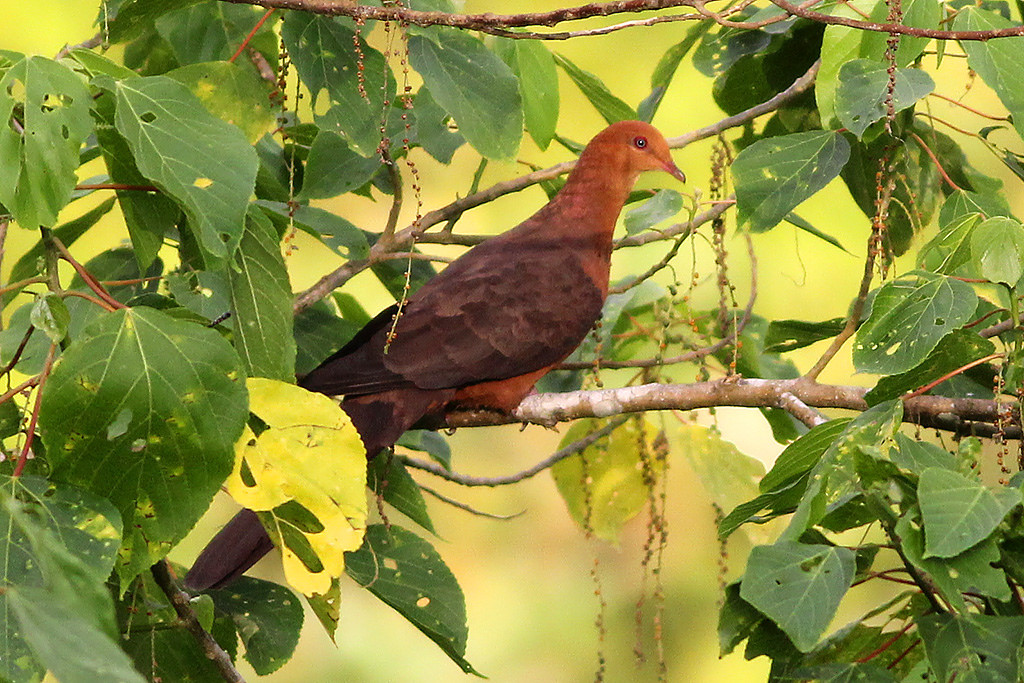
Tortora cuculo delle Filippine
Macropygia tenuirostris

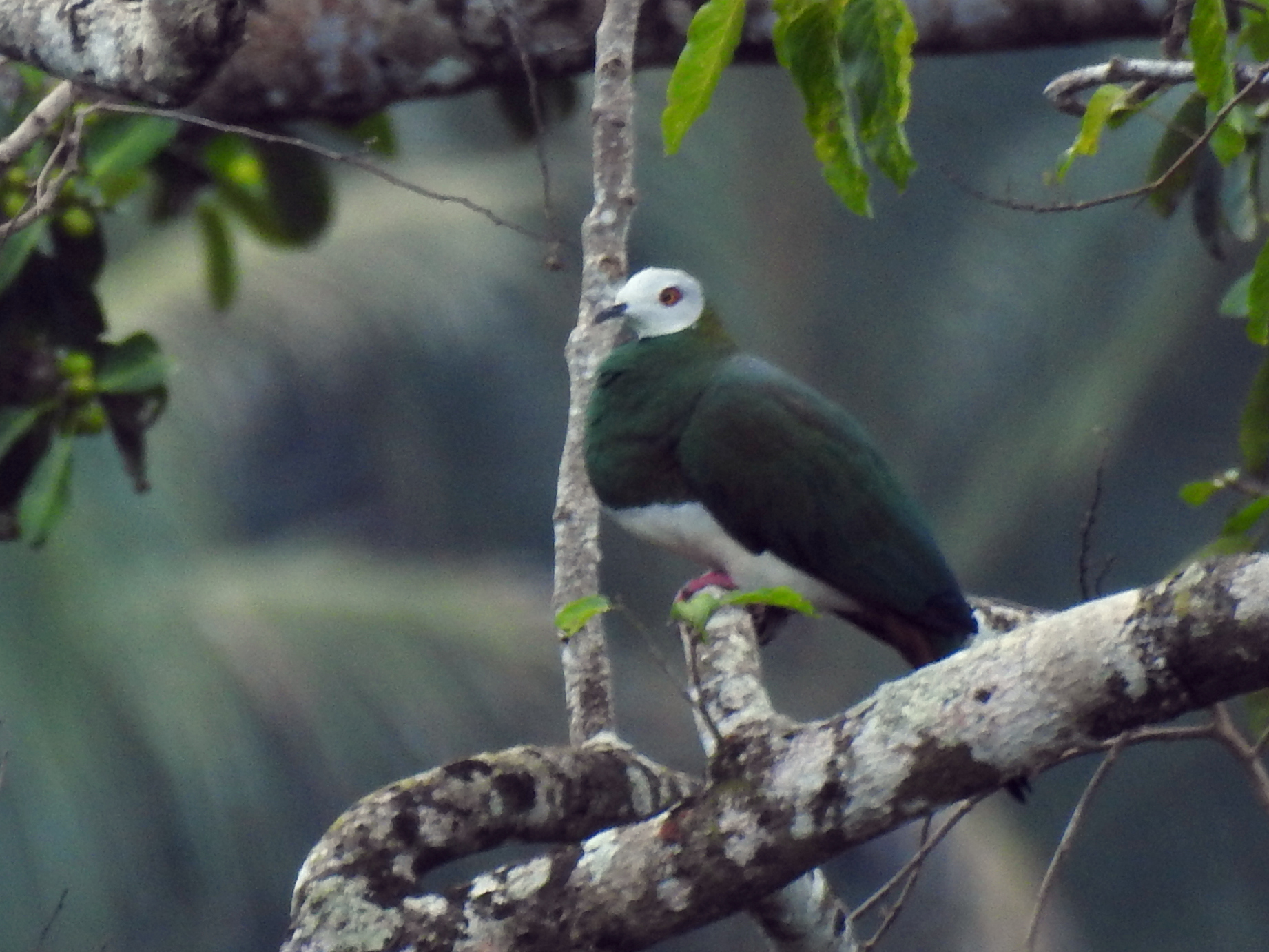
Tortora cuculo facciabianca
Turacoena manadensis

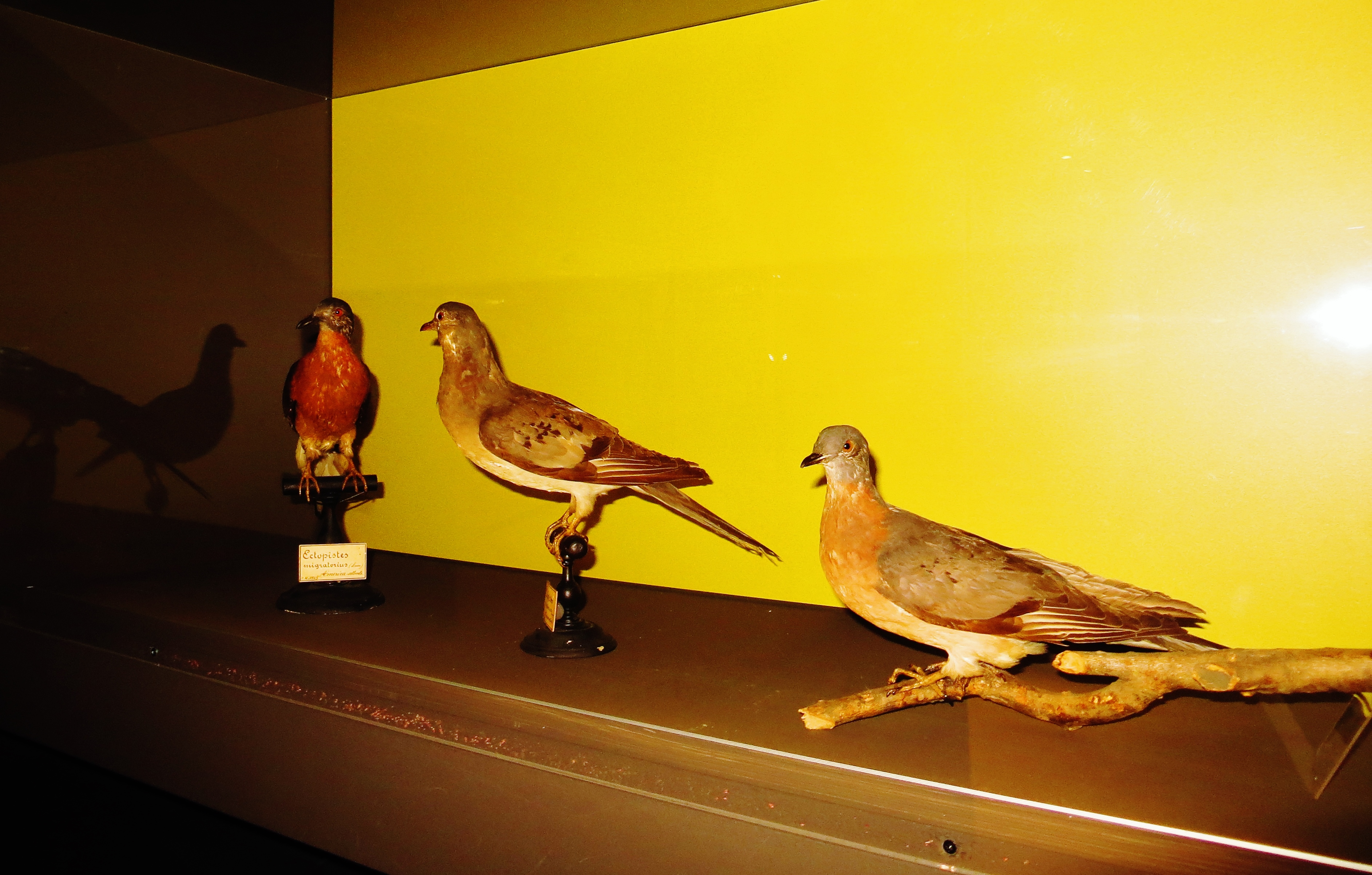
Esemplari di colomba migratrice (Ectopistes migratorius) esposti al MUSE di Trento

La tribù comprende i seguenti generi e specie:
- Genere Columba Linnaeus, 1758
  - Columba livia J.F.Gmelin, 1789 - piccione selvatico occidentale
  - Columba rupestris Pallas, 1811 - piccione selvatico orientale
  - Columba leuconota Vigors, 1831 - piccione delle nevi
  - Columba guinea Linnaeus, 1758 - piccione marezzato
  - Columba albitorques Rüppell, 1837 - piccione dal collare
  - Columba oenas Linnaeus, 1758 - colombella
  - Columba eversmanni Bonaparte, 1856 - colombella occhigialli
  - Columba oliviae Clarke, S, 1918 - piccione di Somalia
  - Columba palumbus Linnaeus, 1758 - colombaccio comune
  - Columba trocaz Heineken, 1829 - colomba di Madera
  - Columba bollii Godman, 1872 - colomba di Bolle
  - Columba junoniae Hartert, 1916 - colomba dei lauri
  - Columba unicincta Cassin, 1860 - piccione afep
  - Columba arquatrix Temminck, 1808 - piccione oliva africano
  - Columba sjostedti Reichenow, 1901 - piccione oliva del Camerun
  - Columba thomensis Barboza du Bocage, 1888 - piccione oliva di São Tomé
  - Columba pollenii Schlegel, 1865 - piccione oliva delle Comore
  - Columba hodgsonii Vigors, 1832 - colombaccio marezzato
  - Columba albinucha Sassi, 1911 - piccione nucabianca
  - Columba pulchricollis Blyth, 1846 - colombaccio cenerino
  - Columba elphinstonii (Sykes, 1832) - colombaccio delle Nilgiri
  - Columba torringtoniae (Kelaart, 1853) - colombaccio di Sri Lanka
  - Columba punicea Blyth, 1842 - piccione capochiaro
  - Columba argentina Bonaparte, 1855 - colombaccio argentato
  - Columba palumboides (Hume, 1873) - colombaccio delle Andamane
  - Columba janthina Temminck, 1830 - colombaccio del Giappone
  - Columba versicolor Kittlitz, 1832 - colombaccio delle Bonin †
  - Columba jouyi (Stejneger, 1887) - piccione delle Ryukyu †
  - Columba vitiensis Quoy & Gaimard, 1830 - piccione metallico
  - Columba leucomela Temminck, 1821 - piccione testabianca
  - Columba pallidiceps (E.P.Ramsay, 1878) - piccione zampegialle
  - Columba delegorguei Delegorgue, 1847 - piccione nucabronzo orientale
  - Columba iriditorques Cassin, 1856 - piccione nucabronzo occidentale
  - Columba malherbii J.Verreaux & E.Verreaux, 1851 - piccione nucabronzo di São Tomé
  - Columba larvata Temminck, 1809 - tortora cannella

- Genere Patagioenas Reichenbach, 1852
  - Patagioenas leucocephala  (Linnaeus, 1758) - piccione capobianco
  - Patagioenas squamosa  (Bonnaterre, 1792) - piccione nucasquamata
  - Patagioenas speciosa  (J.F.Gmelin, 1789) - piccione squamato
  - Patagioenas picazuro  (Temminck, 1813) - piccione picazuro
  - Patagioenas corensis  (Jacquin, 1784) - piccione occhinudi
  - Patagioenas maculosa  (Temminck, 1813) - piccione alimacchiate
  - Patagioenas fasciata  (Say, 1822) - piccione codafasciata
  - Patagioenas araucana  (Lesson, 1827) - piccione del Cile
  - Patagioenas caribaea  (Jacquin, 1784) - piccione codabarrata
  - Patagioenas cayennensis  (Bonnaterre, 1792) - piccione culchiaro
  - Patagioenas flavirostris  (Wagler, 1831) - piccione beccorosso
  - Patagioenas oenops  (Salvin, 1895) - piccione del Perù
  - Patagioenas inornata  (Vigors, 1827) - piccione disadorno
  - Patagioenas plumbea  (Vieillot, 1818) - piccione piombato
  - Patagioenas subvinacea  (Lawrence, 1868) - piccione rossiccio
  - Patagioenas nigrirostris  (P.L.Sclater, 1860) - piccione beccocorto
  - Patagioenas goodsoni  (Hartert, 1902) - piccione fosco

- Genere Nesoenas Salvadori, 1893
  - Nesoenas picturatus  (Temminck, 1813) - tortora del Madagascar
  - Nesoenas rodericanus (Milne-Edwards, 1873) -  †
  - Nesoenas mayeri (Prévost, 1843) - colomba rosata

- Genere Streptopelia Bonaparte, 1855
  - Streptopelia turtur (Linnaeus, 1758) - tortora comune
  - Streptopelia lugens (Rüppell, 1837) - tortora fosca
  - Streptopelia hypopyrrha (Reichenow, 1910) - tortora di Adamawa
  - Streptopelia orientalis (Latham, 1790) - tortora orientale
  - Streptopelia bitorquata (Temminck, 1809) - tortora dal collare insulare
  - Streptopelia decaocto (Frivaldszky, 1838) - tortora dal collare orientale
  - Streptopelia roseogrisea (Sundevall, 1857) - tortora dal collare africana
  - Streptopelia reichenowi (Erlanger, 1901) - tortora dal collare alibianche
  - Streptopelia decipiens (Hartlaub & Finsch, 1870) - tortora piangente africana
  - Streptopelia semitorquata (Rüppell, 1837) - tortora occhirossi
  - Streptopelia capicola (Sundevall, 1857) - tortora dal collare del Capo
  - Streptopelia vinacea (J.F.Gmelin, 1789) - tortora vinata
  - Streptopelia tranquebarica (Hermann, 1804) - tortora dal collare asiatica

- Genere Spilopelia Sundevall, 1873
  - Spilopelia chinensis (Scopoli, 1786) - tortora macchiata
  - Spilopelia senegalensis  (Linnaeus, 1766) - tortora delle palme

- Genere Macropygia Swainson, 1837
  - Macropygia unchall (Wagler, 1827) - tortora cuculo barrata
  - Macropygia amboinensis (Linnaeus, 1766) - tortora cuculo beccosottile
  - Macropygia doreya Bonaparte, 1854
  - Macropygia emiliana Bonaparte, 1854 - tortora cuculo rossiccia
  - Macropygia cinnamomea Salvadori, 1892
  - Macropygia modiglianii Salvadori, 1887
  - Macropygia magna Wallace, 1864 - tortora cuculo fosca
  - Macropygia timorlaoensis Meyer, 1884
  - Macropygia macassariensis Wallace, 1865
  - Macropygia tenuirostris Bonaparte, 1854 - tortora cuculo delle Filippine
  - Macropygia phasianella  (Temminck, 1821) - colomba fagiano
  - Macropygia rufipennis Blyth, 1846 - tortora cuculo delle Andamane
  - Macropygia nigrirostris Salvadori, 1876 - tortora cuculo becconero
  - Macropygia mackinlayi E.P.Ramsay, 1878 - tortora cuculo di Mackinlay
  - Macropygia ruficeps (Temminck, 1835) - tortora cuculo minore

- Genere Reinwardtoena Bonaparte, 1854
  - Reinwardtoena reinwardtii (Temminck, 1824) - tortora cuculo maggiore
  - Reinwardtoena browni (P.L.Sclater, 1877) - tortora cuculo bianconera
  - Reinwardtoena crassirostris (Gould, 1856) - tortora cuculo crestata

- Genere Turacoena Bonaparte, 1854
  - Turacoena manadensis (Quoy & Gaimard, 1830) - tortora cuculo facciabianca
  - Turacoena sulaensis Forbes & Robinson, 1900
  - Turacoena modesta (Temminck, 1835) - tortora cuculo nera

- Genere Ectopistes Linnaeus, 1766
  - Ectopistes migratorius (Linnaeus, 1766) - piccione migratore †

### Filogenesi
I rapporti filogenetici tra i generi della tribù sono illustrati dal seguente cladogramma:
|  | Reinwardtoena                                            |
|  |                                                          |
|  | \| \| Turacoena \| \| \| \| \| \| Macropygia \| \| \| \| |
|  |                                                          |
|  | Turacoena                                                |
|  |                                                          |
|  | Macropygia                                               |
|  |                                                          |

|  | Turacoena  |
|  |            |
|  | Macropygia |
|  |            |

|  | Ectopistes † |
|  |              |
|  | Patagioenas  |
|  |              |

|  | Reinwardtoena                                            |
|  |                                                          |
|  | \| \| Turacoena \| \| \| \| \| \| Macropygia \| \| \| \| |
|  |                                                          |
|  | Turacoena                                                |
|  |                                                          |
|  | Macropygia                                               |
|  |                                                          |

|  | Turacoena  |
|  |            |
|  | Macropygia |
|  |            |

|  | Ectopistes † |
|  |              |
|  | Patagioenas  |
|  |              |

|  | \| \| Spilopelia \| \| \| \| \| \| Nesoenas \| \| \| \| |
|  |                                                         |
|  | Columba                                                 |
|  |                                                         |
|  | Spilopelia                                              |
|  |                                                         |
|  | Nesoenas                                                |
|  |                                                         |

|  | Spilopelia |
|  |            |
|  | Nesoenas   |
|  |            |

|  | \| \| Spilopelia \| \| \| \| \| \| Nesoenas \| \| \| \| |
|  |                                                         |
|  | Columba                                                 |
|  |                                                         |
|  | Spilopelia                                              |
|  |                                                         |
|  | Nesoenas                                                |
|  |                                                         |

|  | Spilopelia |
|  |            |
|  | Nesoenas   |
|  |            |

|  | Reinwardtoena                                            |
|  |                                                          |
|  | \| \| Turacoena \| \| \| \| \| \| Macropygia \| \| \| \| |
|  |                                                          |
|  | Turacoena                                                |
|  |                                                          |
|  | Macropygia                                               |
|  |                                                          |

|  | Turacoena  |
|  |            |
|  | Macropygia |
|  |            |

|  | Ectopistes † |
|  |              |
|  | Patagioenas  |
|  |              |

|  | Reinwardtoena                                            |
|  |                                                          |
|  | \| \| Turacoena \| \| \| \| \| \| Macropygia \| \| \| \| |
|  |                                                          |
|  | Turacoena                                                |
|  |                                                          |
|  | Macropygia                                               |
|  |                                                          |

|  | Turacoena  |
|  |            |
|  | Macropygia |
|  |            |

|  | Ectopistes † |
|  |              |
|  | Patagioenas  |
|  |              |

|  | \| \| Spilopelia \| \| \| \| \| \| Nesoenas \| \| \| \| |
|  |                                                         |
|  | Columba                                                 |
|  |                                                         |
|  | Spilopelia                                              |
|  |                                                         |
|  | Nesoenas                                                |
|  |                                                         |

|  | Spilopelia |
|  |            |
|  | Nesoenas   |
|  |            |

|  | \| \| Spilopelia \| \| \| \| \| \| Nesoenas \| \| \| \| |
|  |                                                         |
|  | Columba                                                 |
|  |                                                         |
|  | Spilopelia                                              |
|  |                                                         |
|  | Nesoenas                                                |
|  |                                                         |

|  | Spilopelia |
|  |            |
|  | Nesoenas   |
|  |            |